# Miguel Herrera (actor)
Miguel Emilio Herrera Girbal  (Buenos Aires, Argentina, 14 de octubre de 1927) es un actor de cine y televisión argentino. Además de trabajar en su país intervino en la coproducción hispano-italiana Pánico  (1982).

## Filmografía
Actor
- Pánico  (1982) …Doctor Vince
- Retratos en el retrete (cortometraje) (1981)
- Delincuencia juvenil    (inédita) (1974)
- Los siete locos   (1973)
- El Santo de la espada    o Estirpe de raza (1970)
- Adolescente viaje al sol   (1969)

## Televisión
- Saltimbanco (documental para televisión) (1997)
- Siempre te amaré    (serie) 
  - Episodio #1.1 (2000) … El piojo